# Sigüés (kommunhuvudort)
Sigüés (baskiska: Zigoze) är en kommunhuvudort i Spanien.   Den ligger i provinsen Provincia de Zaragoza och regionen Aragonien, i den nordöstra delen av landet, 300 km nordost om huvudstaden Madrid. Sigüés ligger 525 meter över havet och antalet invånare är 170.
Terrängen runt Sigüés är huvudsakligen kuperad, men västerut är den bergig. Sigüés ligger nere i en dal. Trakten runt Sigüés är nära nog obefolkad, med mindre än två invånare per kvadratkilometer. Närmaste större samhälle är Berdún, 12,9 km öster om Sigüés. I omgivningarna runt Sigüés växer i huvudsak blandskog.